# Hufaix
Hufaix és una muntanya del Iemen al Haraz, dins del grup muntanyós al-Sarat, a la cadena d'al-Masani.
És esmentada junt amb la veïna muntanya de Milhan (o Rayshan) i eren famoses pel seu gran nombre de fonts. Aquestes dues muntanyes i els territoris annexos formaven un districte al segle xviii. La ciutat principal de la zona és Sefekin on antigament residia un dola (dawla) de l'imam.